# Biserica de lemn „Sfântul Spiridon” din Măgurele
Biserica de lemn „Sf. Spiridon” este o biserică amplasată în Măgurele, raionul Ungheni, Republica Moldova. Este un monument arhitectural de importanță națională inclus în Registrul monumentelor Republicii Moldova ocrotite de stat cu nr. 1648 (raionul Ungheni). Datează din 1810.